# Harald Kempe
Harald Kempe (* 1964 in Berlin; † vor dem 9. April 2022 ebenda) war ein deutscher Schauspieler.

## Leben
Kempe absolvierte eine Schauspiel- und Gesangsausbildung, mit der Stimmlage Tenor. 1989 trat Kempe erstmals vor die Fernsehkamera, in dem Spielfilm Wedding, ehe er 1991 in der Serie Die lieben Verwandten durch die Rolle des Kleinkriminellen Juan Carlos Kleemann einem breiten Publikum im deutschsprachigen Raum bekannt wurde. Es folgten zahlreiche Auftritte in verschiedenen Fernsehproduktionen, wie Praxis Bülowbogen, Ein Fall für zwei oder Polizeiruf 110. Gelegentlich trat Kempe auch im Theater auf, so zum Beispiel 2006 in Cabaret – Bar jeder Vernunft in Berlin.
Kempe erhielt ferner eine Ausbildung zum Stuntman. Er starb im April 2022 im Alter von 58 Jahren.

## Filmografie (Auswahl)
- 1984: Baby
- 1989: Wedding
- 1991: Wer hat Angst vor Rot, Gelb, Blau?
- 1991: Tatort – Blutwurstwalzer (TV-Reihe)
- 1992: Matrosenliebe (TV)
- 1993: Doberstein (TV)
- 1994: Polizeiruf 110: Bullerjahn
- 1995: Polizeiruf 110: Über Bande
- 1995, 2006: Balko (TV-Serie, zwei Folgen)
- 1996: Die Wache (TV-Serie, zehn Folgen)
- 2011: Tatort – Mauerpark